# Lauchsee
Der Lauchsee ist ein 2,3 Hektar großer Moorsee im Tiroler Bezirk Kitzbühel. Er liegt im Gebiet der Gemeinde Fieberbrunn auf 859 m ü. A. Höhe oberhalb des Pletzerbachs. 
Zwei kleine Inseln liegen im See. Die maximale Wassertiefe beträgt 4,3 Meter.
Am Lauchsee gibt es eine unter Namen Moorbad Lauchsee betriebene Badegelegenheit.